# Fábio Aparecido Martins Bezerra
Fábio Aparecido Martins Bezerra é um político brasileiro do estado de Minas Gerais, filiado ao PCB.
É professor de filosofia na Rede Federal de Educação Profissional e Tecnológica. Nasceu em Belo Horizonte, Minas Gerais. 
É formado em filosofia pela Universidade Federal de Minas Gerais (UFMG), Mestre em Educação Tecnológica pelo CEFET-MG. Estudou na Escola Estadual Milton Campos (Estadual Central) onde iniciou sua militância estudantil.  Foi diretor do DCE-UFMG em 1993 e da Central Única dos Trabalhadores(CUT) no início dos anos 2000 e do Sindicato Único dos Trabalhadores em Educação de Minas Gerais ( SindUTE-MG). Foi um dos fundadores da Rede Tecnológica de Extensão Popular (RETEP) 
Foi o primeiro candidato a governador do Estado de Minas Gerais, pelo Partido Comunista Brasileiro (PCB) em 2010..